# Goomiey
goomiey（グーミー）は、日本の3人組ガールズロックバンド。2017年結成。STROKE RECORDS（レーベル）所属。

## メンバー

### 現メンバー
- ギター/ボーカル：平山 舞桜（ひらやま まお、2001年2月24日）
- ベース/コーラス：鎌田 あかり（かまた あかり、1998年9月2日）
- ドラム/コーラス：おり（おり、1999年1月28日）

### 過去のメンバー
- ベース/コーラス：岩堀 聖奈（いわほり せいな、2001年1月20日）
- ドラム/コーラス：大久保 林香（おおくぼ りんか、2001年2月16日）

## 来歴
2017年に始動。大久保林香が高校の音楽の授業で、同級生だった平山舞桜の歌声に感動しバンドに誘う。その後、大久保の中学の同級生で、ライブを一緒に観に行く仲だった岩堀聖奈を誘いバンドを結成。
結成当初はgloomy（グーミー）名義でMy Hair is Badの“革命はいつも”、リーガルリリーの“リッケンバッカー”、yonigeの“さよならアイデンティティー”、ASIAN KUNG-FU GENERATIONの“ソラニン”などをコピーし、8月には水戸LIGHT HOUSEにて初ライブを行う。
2018年1月7日にバンド名をgloomyからgoomiey（グーミー：読み方同じ）へ改名。
その後、オリジナル曲を作り始め、女の子ならではの視点で描かれた世界観は同世代の中高生たちの共感を呼び、地元水戸の新星堂・HMVとライブ時の物販でのみ販売したDEMO CD「燃えないゴミ/回数券」は瞬く間に約1000枚の売り上げを記録。
7月にclub SONIC mitoにて開催された『ティーンズトーナメント2018』では優勝を獲得。
10月にはフリーサンプラー「ハナコトバ」が配布され、茨城県内では僅か2時間で配布分完売。都内、大阪などのTOWER RECORDS分も即日完売させる。 
11月6日に結成から1年弱にして水戸LIGHT HOUSEでのワンマン公演を開催。
大注目を集める中、2019年3月6日に満を持して初の全国流通作品「Arms」をリリース。
『「Arms」リリース記念 武器になれライブ』を水戸LIGHT HOUSE、渋谷CLUB CRAWLにて開催。
4月には週間USEN HIT インディーズ・ランキングで“アイロニー”が1位を獲得。
5月は茨城県水戸市千波湖にて行われた茨城総合物産音楽フェスティバル『i.s.o.fes.2019』でオープニングアクトを務める。
さらに、自身初となる書き下ろし作品“夜のせいに”が神戸女子大学のWEB CMに決定。
また、ロッキング・オンが主催するオーディション『RO JACK』では、5月入賞アーティストに選出される。
6月からは自身初となるツアー『「Arms」リリース ぐるぐる関東ツアー』を関東を中心に全10ヶ所で公演。8月6日に水戸LIGHT HOUSEにて行われたワンマンライブでツアーファイナルを迎える。
そんな中、「Arms」収録曲“リメンバーマイユース”が株式会社ソクトのTV CMに決定。
さらに、水戸LIGHT HOUSEにて開催されMy Hair is Bad、BLUE ENCOUNTが出演した『カントーロード vol.6 ～30周年 SPECIAL.1～』でオープニングアクトを務める。
9月、『TOKYO CALLING2019』に出演。
10月には『MEGA★ROCKS2019』に出演。『FM802 30PARTY MINAMI WHEEL 2019』の出演も決定していたが、台風の影響の為、開催中止となる。
茨城県砂沼市で開催された『砂沼フレンドリーフェスティバル2019』にも出演。
水戸LIGHT HOUSEで行われたG-FREAK FACTORYのツアー『G-FREAK FACTORY “FLARE/Fire” TOUR 2019』にてオープニングアクトを務め、LOW IQ 01 & THE RHYTHM MAKERSとも共演を果たす。
11月は初の熊本ライブとなる『FMK×熊本B.9 LIVE FIRE KUMAMOTO YATTERUKAN』に出演。
また、初の学祭となる『2019年神戸女子大学・ポートアイランドキャンパス学園祭』にも出演。神戸女子大学のWEB CMソングにもなった“夜のせいに”のMVが公開される。
そして、水戸LIGHT HOUSEの30周年イベントとなる『mito LIGHT HOUSE 30th anniversary〜SPECIAL 30days〜「Cherry Bomb Dream」』に出演し2マンライブを行う。
この時のライブの模様や、今後の活動目標を語った記事が茨城新聞に掲載される。
12月には初の東名阪ツアー『ぐるぐる繁殖活動ツアー』を開催。
2020年3月４日に2nd mini Album『ゼロドラマ』リリース。
さらに、『HAPPY JACK2020』の出演も決定。
2021年3月31日を以って大久保・岩堀が脱退し、平山のソロプロジェクトとなる。
2023年3月30日に、かねてよりサポートメンバーとして活動に参加していた鎌田あかり（Ba.cho.）、おり（Dr.cho.）が正式加入し、再び3ピースバンド体制となる。
翌3月31日には新体制1発目となるシングル『運命』を配信限定でリリース。MVも公開される。
5月5日にはシングル『ロックンロール』を配信限定でリリース。
この曲はテレビ朝日「~なぜここにいるの？~ごみ物語」の6月度エンディングテーマに起用される。
また、加入・リリースに伴い、東名阪水を廻る『RE:ZOOOM TOUR 2023』を開催。
8月23日には3rd mini Album『Be』がリリースされる。それに伴い全国20ヶ所を廻るツアーの開催も決定した。

## 作品
作詞作曲、編曲はメンバー自らが行なっている。
「Arms」収録曲“リメンバーマイユース”は初のオリジナル曲であり、大久保の実兄である大久保玲志が作詞作曲をしている。

## 出演イベント

### 2017年：gloomy時代
- 8月17日(木)　COPY BAND WAR @水戸LIGHT HOUSE
Star’ring Beat / Checker Spiral
- 9月29日(金)　SONIC PRESENTS TEEN’S CIRCUIT @club SONIC mito
Roll The DICE / ぽっぷこーん / Cry MAD / No color traffic light
- 11月8日(水)　灰色ロジック 2nd mini album 「人のゆくえ」リリースツアー @club SONIC mito
あいくれ/ 灰色ロジック /carAbid
- 11月16日(木)　the knows ミニアルバムリリースツアー traveling infinity tour2017 @club SONIC mito
the knows /  No color traffic light / 黒猫ラテ /THE FOOL
- 12月26日(火)　チェリーボム vol.1 @水戸LIGHT HOUSE
CHERMO / m-i-u / Star’ ring Beat / あるく(NoLogic) / ぽっぷこーん / あからん。/ Mad Dog / 黒猫ラテ / Cry MAD
- 12月29日(金)　TEEN'S COUNTDOWN PARTY @club SONIC mito

### 2018年
- 1月19日(金) 　New Mini Album「WIRED」Release Tour 2018 “面の固さは？バリカタ、、、いや、やっぱりハリガネで！全体起立！ヤー！TOUR @水戸LIGHT HOUSE
BxAxG / ISAAC / スマトラブラックタイガー
- 1月23日(火)　TEEN’S CIRCUIT @club SONIC mito
黒猫ラテ / Lostake / ぽっぷこーん
- 1月28日(日)　水戸ライトハウス感謝祭 @水戸LIGHT HOUSE
スマトラブラックタイガー / magenta stink bugs / ヒヨリノアメ / EARNEST-GORI’S/ Cry MAD / 黒猫ラテ
- 2月20日(火) 　SONIC PRESENTS TEEN'S CIRCUIT @club SONIC mito
Cry MAD / おやすみベイビー / 成田椋香 (NCTL)
- 3月6日(火)　チェリーボムvol.2 U-18 @水戸LIGHT HOUSE
ADA / ANSWER BERUS / CHERMO / Crime Wave / Dan Vowl Chop/ No color traffic light / UNBONE / ジーニャ / ぽっぷこーん
- 4月2日(日)　TEEN'S CIRCUIT 春休みSP!! @club SONIC mito
Cry MAD / 黒猫ラテ / あからん。 / ぽっぷこーん / Star’ring Beat / CHERMO
- 4月30日(日)　CHERRY BOMB vol.3 @水戸LIGHT HOUSE
Dot Queer Noise / Lily’s Lyric / LosTake / m-i-u / variety of Co. / グリードニッカ/ おやすみベイビー
- 5月27日(日)　黒猫ラテpresents last live 自動販売機 @club SONIC mito
黒猫ラテ / あからん。 / Cry MAD  /monopolii
- 4月8日(日)千波湖ストリートライブ @千波湖
- 4月30日(月)　mito LIGHT HOUSE U-Fes. チェリーボムvol.3-day.2- @水戸LIGHT HOUSE
Dot Queer Noise / goomiey / Lily's Lyric / LosTake m-i-u / Variety of Co./ グリードニッカ / おやすみベイビー
- 5月27日(日)　黒猫ラテpresents last live 自動販売機 @club SONIC mito
黒猫ラテ / あからん。/ Cry MAD / monopolii
- 6月11日(月)　Switch 1st DEMO Release Party @水戸LIGHT HOUSE
Switch / UNBONE / 煙る眼
- 6月26日(火)　爆音を鳴らせTOUR 2018 @水戸LIGHT HOUSE
kobore アルコサイト SUNNY CAR WASH
- 6月28日(木)　suga/es 修行 tour @水戸LIGHT HOUSE
suga/es / New Side Chapter / Cry MAD
- 7月18日(水)　テスラは泣かない。「偶然とか運命とか」Release Tour[10周年とか] @水戸LIGHT HOUSE
テスラは泣かない。 / KOTORI / kobore
- 7月21日(土)　SMASHBROTHERS vol.4 @水戸LIGHT HOUSE
スマトラブラックタイガー  / それでも尚、未来に媚びる / SUWANKY DOGS / Stink bugs / ヨルニトケル
- 7月31日(火)　CRAWRhythm vol.77 ＠渋谷 CLUB CRAWL
The Jest / くだらない一日 / りな(manatea) / たじたたん
- 8月8日(水) 　衣食住音 NO WAKATE NO LIFE vol.2 @新宿Marble
Anica / ひかりのなかに / シゼントウタ / sable / SHE’ll SLEEP / フルオ・ジミー / 山先大生 / chie
- 8月9日(木)　真夏の大戦争 voL.5 ＠渋谷 CLUB CRAWL
- 8月17日(金)　Cherry Bomb vol.4 @水戸LIGHT HOUSE
EachNess / 花梨 / Cry MAD / Dan Vowl Chop / paaaanty
- 8月22日(水)　Checker Spiral 1st.DEMO TOUR @水戸LIGHT HOUSE
Checker Spiral / athma
- 11月16日(金)　goomiey one-man 「ハナコトバ」@水戸LIGHT HOUSE　※ワンマンライブ
- 11月24日(土)アメノウズメ @渋谷 CLUB CRAWL
ポタリ / 絶叫する60度 / サクマリナ(BAND SET)
- 12月27日(木)　衣食住音 × CLUB CRAWL  pre.「STARted」@渋谷 CLUB CRAWL
WONDER BANANA SURF  / doluce / PENDULUM SIREN / シナモンとプルトニウム/ LUCY IN THE ROOM
- 12月28日(金)　Cherry Bomb vol.5 ＠水戸LIGHT HOUSE
EachNess / datto / m-i-u / R(e):FRET / UNBONE / おやすみベイビー / ワレモノ

### 2019年
- 1月26日(土)　トライアングルバトル〜四番勝負〜 ＠水戸LIGHT HOUSE
スーパーアイラブユー / ヒヨリノアメ
- 2月9日(土)　 水戸ライトハウス感謝祭 @水戸LIGHT HOUSE
スマトラブラックタイガー / ヒヨリノアメ / 煙る眼 / Cry MAD / 花梨
- 2月21日(火) TEENS CIRCUIT @club SONIC mito
あからん。 / Cry MAD / Liberty
- 3月5日(火) Cherry Bomb vol.6 @水戸LIGHT HOUSE
あからん。 / UNBONE / R(e):FRET / はらち
- 3月16日(土)『Arms』リリース記念 武器になれライブ ＠水戸LIGHT HOUSE
Cry MAD / 黒猫ラテ
- 3月31日(日) ＠渋谷 CLUB CRAWL
立夏に落ち葉 / Absolute area / WONDER BANANA SURF / 愛scream
- 4月21日(日)goomiey「Arms」発売記念 アコースティックミニライブ&サイン会 @エクセルホール(水戸駅ビルエクセル6F)
- 4月28日(日)ヒヨリノアメ主催２会場サーキット @下北沢MOSiC
ヒヨリノアメ / THURSDAY’S YOUTH / 三浦隆一 (空想委員会) / ユレニワ / Absolute area  / postman / イロムク / 長靴をはいた猫 / レイラ / それでも世界が続くなら /Organic Call / YUMEGIWA / GIRL FRIEND / オレンジスパイニクラブ / 川嶋志乃舞
- 5月23日(火)　CLUB CRAWL pre. 「CRAWRhythm vol.101」@渋谷 CLUB CRAWL
useless human being / Dreamy Melts / Night Glory / and more…
- 5月26日(日)　茨城総合物産音楽フェスティバル“i.s.o.fes.2019” ＠茨城県水戸市千波湖 (ふれあい広場)
磯山純 / EXIT / GIRLFRIEND / 岸洋佑 / 斉藤秀翼 / CY8ER / ThinkingDogs / 真空ホロウ / Taiki / 山崎大輝 / マシコタツロウ / nikiie / PlayGoose / ゆるめるモ! / 愛乙女DOLL
- 7月10日(水)　カントーロード vol.6 ～30周年 SPECIAL.1～ @水戸LIGHT HOUSE
My Hair is Bad / BLUE ENCOUNT
- 7月15日(祝月)　マイナビ未確認フェスティバル2019 LIVE STAGE @名古屋 BOTTOM LINE
New York Nikolaschka / 天野 凛音 / 磨耶 / あるくとーーふ / Kanna / 須彪アオ/ SULLIVAN’s FUN CLUB / 【GUEST ACT】緑黄色社会
- 7月18日(木) 　ヒヨリノアメ 1st MINI ALBUM「記憶の片隅に」全国リリース直前記念2MAN LIVE ＠吉祥寺 Planet K
ヒヨリノアメ / クジリ
- 8月15日(金)　若者のすべて2019 @大塚Hearts＋
出演者 https://www.arakezuri.com/events/ruo-zhenosubete2019
- 8月30日(金) 　真夏の大戦争 vol.6 @渋谷 CLUB CRAWL
tune / トロピコの街 / Bye-Bye-Handの方程式 Unevenness’s / ASOCIAL TYPE/ sweet rain Larks / アルカホリック / Lip / CRAZY VODKA TONIC(ゲストバンド)
- 8月31日(土)　仏恥義理會pre.ヤンキーナイト 四代目 @渋谷 CLUB CRAWL
Rhythmic Toy World / bivouac  / アルコサイト
- 9月4日(水)　Maxn 3rd mini Album「Breed」リリースツアー「増殖活動」@水戸LIGHT HOUSE
Maxn / はらち
- 9月9日(月)　TETORA 1st FULL ALBUM「教室の一角より」リリースツアー”わんぱくツアー” @水戸LIGHT HOUSE
TETORA / DETOX / 灰色ロジック
- 9月14日(土)　TOKYO CALLING2019 @新宿LOFT bar 
出演者 https://tokyo-calling.jp/line-up/
- 9月15日(日)　プッシュプルポット 1st mini album “13歳の夜” Release tour @渋谷 CLUB CRAWL
プッシュプルポット/ the Brave Deer / HARUMA / HollowBug  /アトノマツ
- 9月18日(水)　WONDER FUNCLUB @下北沢Daisy Bar
ひかりのなかに / マッシュとアネモネ / Bamboo / sympathy
- 10月3日(木)　アルコサイト  逆風を力に変えろツアー @水戸LIGHT HOUSE
アルコサイト / ソウルフード / Amelie
- 10月5日(土) 　MEGA★ROCKS 2019 @LIVE  HOUSE enn 3rd
出演者 http://www.datefm.jp/megarocks/lineup.html
- 10月8日(火)　BAY SIDE COLLECTION ＠TIBAMINATO PIER-01 
Lucky Kilimanjaro / STARS ON PAN / LOOSEMAN / 六奏立舞
- 10月12日(土)　FM802 30PARTY MINAMI WHEEL 2019 ＠CONPASS ※台風の為中止
出演者 https://minamiwheel.jp/artist/
- 10月12日(土) 　ひかりのなかに presents 「放課後大戦争」Release Party "せかいでいちばんやさしい日" @渋谷 TSUTAYA O-nest
ひかりのなかに / -KARMA-
- 10月20日(日)　砂沼フレンドリーフェスティバル2019 ＠砂沼サンビーチ
野村浩二(江戸むらさき) / 島田秀平 / たんぽぽ / きつね / マシコタツロウ/ スマトラブラックタイガー / NEVA GIVE UP / しもんchu ※一日限定復活
- 10月26日(土)　G-FREAK FACTORY “FLARE/Fire” TOUR 2019 ＠水戸LIGHT HOUSE
G-FREAK FACTORY / LOW IQ 01 & THE RHYTHM MAKERS
- 11月8日(金)　FMK×熊本B.9 LIVE FIRE KUMAMOTO YATTERUKAN @熊本B.9
Shiki / Rails-Tereo / 村山辰浩(カサリンチュ)
- 11月10日(日)　2019年神戸女子大学・ポートアイランドキャンパス学園祭 @神戸女子大学ポートアイランドキャンパス、野外特設メインステージ
SUPER FANTASY / やっぱりまかろん
- 11月16日(土)　mito LIGHT HOUSE 30th anniversary〜SPECIAL 30days〜「Cherry Bomb Dream」＠水戸LIGHT HOUSE 
Karin.

### 2020年
- 1月26日(日)　水戸ライトハウス感謝祭' 2020〜STOP THE DRUG〜 @水戸LIGHT HOUSE
post panda / R[e]:FRET / jajauma / Rack of Lamb / はらち
- 1月30日(木)　カルナロッタpresents カルナロッタ 2nd mini album「玄関先には君がいる。」レコ発!! @TSUTAYA O-Crest
カルナロッタ / myeahns / OCEANS
- 2月20日(木)　mito LIGHT HOUSE 30th Anniversary「GRAND FINAL ~LOCALISM 4days~」@水戸LIGHT HOUSE
Cry MAD / 黒猫ラテ
- 2月21日(金)　CLUB CRAWL pre.「CRAWRhythm」@渋谷CLUB CRAWL
Sleep Slope / oldflame / yacht / goodblue"
- 3月15日(日)　HAPPYJACK2020 @熊本B.9

### ツアー
2019年
- 『Arms』リリース ぐるぐる関東ツアー
  - 6月2日(日) ＠水戸LIGHT HOUSE
ANSWER BERUS / Paaaanty / テルミドール / R(e) : FRET
  - 6月14日(金) ＠千葉LOOK
ダグアウトカヌー / sunnysider  / polyfony
  - 6月18日(火) ＠新代田FEVER
Ezoshika Gourmet Club / ジオラマラジオ / まちぶせ / UlulU
  - 6月27日(木) ＠府中Flight
Limited街道 / Mr.ふぉるて / Maxn
  - 6月30日(日) ＠高崎clubFLEEZ
Foxtrot  / youth / The Gentle Flower. / 渋谷の10代に聞いたオシャレワード / Spunky rabbit's
  - 7月1日(月) ＠横浜BAYSIS
CHERRY NADE 169 / and / Canaria / UN CHICK SHOW
  - 7月5日(金) ＠渋谷 CLUB CRAWL
かたこと / たじたたん / ELENoiX / plum
  - 7月21日(日) @北浦和KYARA
コドモカワウソ / uguis / アイラヴミー / mimi’s / メガホンズ
  - 7月28日(日) @HEAVEN’S ROCK Utsunomiya 2/3(VJ-4)
smily / オッドアイ
  - 8月6日(火) ＠水戸LIGHT HOUSE 〜ツアーファイナル〜　※ワンマンライブ
- ぐるぐる繁殖活動ツアー
  - 12月11日(水) @栄RAD SEVEN
Maxn / the whimsical glider / INC REASE
  - 12月12日(木) @心斎橋BRONZE
Maxn / mäshü / また、明日。 / コータロー
  - 12月19日(木) @新宿Marble
Maxn

### サーキットイベント
2019年
- 8月15日(金)　若者のすべて2019 @大塚Hearts＋
- 9月14日(土) 　TOKYO CALLING2019 @新宿LOFT bar
- 10月5日(土) 　MEGA★ROCKS 2019 @LIVE  HOUSE enn 3rd
- 10月12日(土) 　FM802 30PARTY MINAMI WHEEL 2019 ＠CONPASS ※台風の為中止

2020年
- 3月15日(日)　HAPPYJACK2020 @熊本B.9

## ディスコグラフィー
|         | 発売   | タイトル              | 収録曲                  | 備考 |
| ------- | ------ | --------------------- | ----------------------- | ---- |
| DEMO    | 2018年 | 燃えないゴミ / 回数券 | 1.燃えないゴミ 2.回数券 | 廃盤 |
| SAMPLER | 2018年 | ハナコトバ            | 1.ハナコトバ            | 廃盤 |

|                | 発売日        | タイトル   | 企画 | 規格品番 | 収録曲                                                                                               |
| -------------- | ------------- | ---------- | ---- | -------- | --- |
| 1st mini Album | 2019年3月6日  | Arms       | CD   | STR-1050 | 1.アイロニー 2.ハナコトバ 3.回数券 4.燃えないゴミ 5.SOSナイト 6.リメンバーマイユース                 |
| 2nd mini Album | 2020年3月4日  | ゼロドラマ | CD   | STR-1054 | 1.マガジン 2.夜のせいに 3.ステレオタイプ 4.118号線 5.本人 6.gloomy                                   |
| 3rd mini Album | 2023年8月23日 | Be         | CD   | STR-1065 | 1.情けない日々 2.ロックンロール 3.運命 4.無愛敬 5.ブリーチ 6.まんまる 7.サイレン                     |
| 4th mini Album | 2024年9月11日 | Becoming   | CD   | STR-1067 | 1.スーパーヒーローの脇役 2.夏夜 3.魔法が解ける前に 4.レイジーブルー 5.距離感 6.あのさ 7.ドンとクライ |

|        | 発売日        | タイトル   | 企画 | 規格品番 | 収録曲                                              |
| ------ | ------------- | ---------- | ---- | -------- | --------------------------------------------------- |
| 1st EP | 2020年7月28日 | ワンセンス | CD   | STR-1056 | 1.ミッドナイトハイウェイ 2.日付 3.2020 4.うみべの話 |

| 曲名         | 監督                                    | URL                                                          |
| ------------ | --------------------------------------- | ------------------------------------------------------------ |
| アイロニー   | 遠藤卓也（Harelu-Arts）                 | https://www.youtube.com/watch?v=LoDcWLj815o&feature=youtu.be |
| 燃えないゴミ | 遠藤卓也（Harelu-Arts）                 | https://www.youtube.com/watch?v=LoDcWLj815o&feature=youtu.be |
| 夜のせいに   | 吉岡 秀峰 オカヤマBOBオサム 難波 はるか | https://www.youtube.com/watch?v=LoDcWLj815o&feature=youtu.be |

| タイアップ                                                        | 起用年 | 楽曲名               |
| ----------------------------------------------------------------- | ------ | -------------------- |
| 株式会社ソクト CMソング                                           | 2019年 | リメンバーマイユース |
| 神戸女子大学 WEB CMソング                                         | 2019年 | 夜のせいに           |
| テレビ朝日「~なぜここにいるの？~ごみ物語」6月度エンディングテーマ | 2023年 | ロックンロール       |